# Máxima Acuña
Máxima Acuña Atalaya de Chaupe (Sorochuco, Cajamarca, 29 de mayo de 1970) es una agricultora y defensora ambiental peruana. Conocida por su lucha contra el megaproyecto minero Conga de propiedad de Newmont Mining Corporation y Compañía de Minas Buenaventura, por lo que recibió en abril de 2016 el Premio Medioambiental Goldman.
Acuña nació en el caserío Amarcucho del distrito de Sorochuco, provincia de Celendín en la región Cajamarca, el 29 de mayo de 1970. Es la tercera de 4 hermanos, quedando ella huérfana de padre cuando tenía 8 años.

## Problemas con la Minera Yanacocha
En 1994, Acuña y su esposo Jaime Chaupe compraron un terreno de 24.8 ha en la zona alto andina de Sorochuco, provincia de Celendín, departamento de Cajamarca, cerca de unas lagunas donde Minera Yanacocha había solicitado expandir su explotación con el Proyecto Conga. Newmont Mining Corporation dijo en 2015 que ellos habían adquirido aquellas propiedades de parte de la comunidad local en 1997.
En 2011, la casa de adobe y el huerto de los Acuña Chaupe fueron destruidos: primero en mayo de 2011, cuando los ingenieros de Yanacocha, su seguridad privada y la policía, destruyeron su vivienda de adobe. Cuando los Acuña-Chaupe decidieron denunciar el hecho en la comisaría de Sorochuco, estos se rehusaron a tomar reporte de los hechos. La segunda vez sería en agosto de 2011, cuando Máxima y una de sus cuatro hijos fueron golpeadas y dejadas inconscientes, siendo testigo su esposo. La familia intentaría denunciar el hecho ante la fiscalía de Celendín mediante fotos y videos; no obstante no se les tomaría en consideración.
En 2012, las protestas contra el proyecto Conga se volvieron masivas en varias partes de la región Cajamarca, y en julio, cinco protestantes morirían. El 21 de octubre, Acuña les daría la bienvenida a los protestantes para que estén en sus tierras. Una semana después, sería sentenciada a pagar 200 soles (en ese entonces aproximadamente US$ 70) a Yanacocha, dejar sus tierras dentro de los siguientes 30 días y a tres años de cárcel suspendida, por haber ocupado ilegalmente terrenos de la minera. Sus apelaciones entre 2012 y 2014 no tendrían éxito, y los juzgados reafirmarían la sentencia inicial.
El 5 de mayo de 2014 la Comisión Interamericana de Derechos Humanos (CIDH) de la OEA le pidió al gobierno peruano adoptar medidas preventivas para salvaguardar los derechos de 46 líderes comuneros y ronderos, incluyendo a la familia Chaupe.
En diciembre de 2014, las denuncias de Newmont contra los Acuña-Chaupe por actos criminales fueron rechazadas, y en febrero de 2015 las fuerzas de seguridad de la minera destruyeron las cimentaciones de una casa que planeaban construir los Acuña-Chaupe. Las protestas se extenderían hacia Lima e internacionalmente. Amnistía Internacional se movilizó en su defensa. La CIDH ha pedido al estado peruano medidas de protección para los Acuña-Chaupe, pero éste no ha tomado acción alguna.
El 18 de abril de 2016, Máxima Acuña fue galardonada con el Premio Medioambiental Goldman por su lucha en defensa del medio ambiente.
El 15 de diciembre de 2020, la Corte Federal de Apelaciones de Estados Unidos decide que el proceso judicial contra Newmont debe desarrollarse en el sistema judicial peruano, basándose en los argumentos de la minera que sostiene que Perú es una instancia confiable para atender la demanda pues se está llevando a cabo una reforma del sistema de justicia que garantizaría que la demanda de la familia de Máxima Acuña sea atendida debidamente. En contraste, el abogado de la familia de Máxima Acuña, Wyatt Giullin de la organización EarthRights, alertó de que la sentencia no consideró las pruebas presentadas por la defensa sobre la corrupción judicial de Perú ni sobre “los intentos de Newmont por corromper los tribunales peruanos”.